# Wen Boren

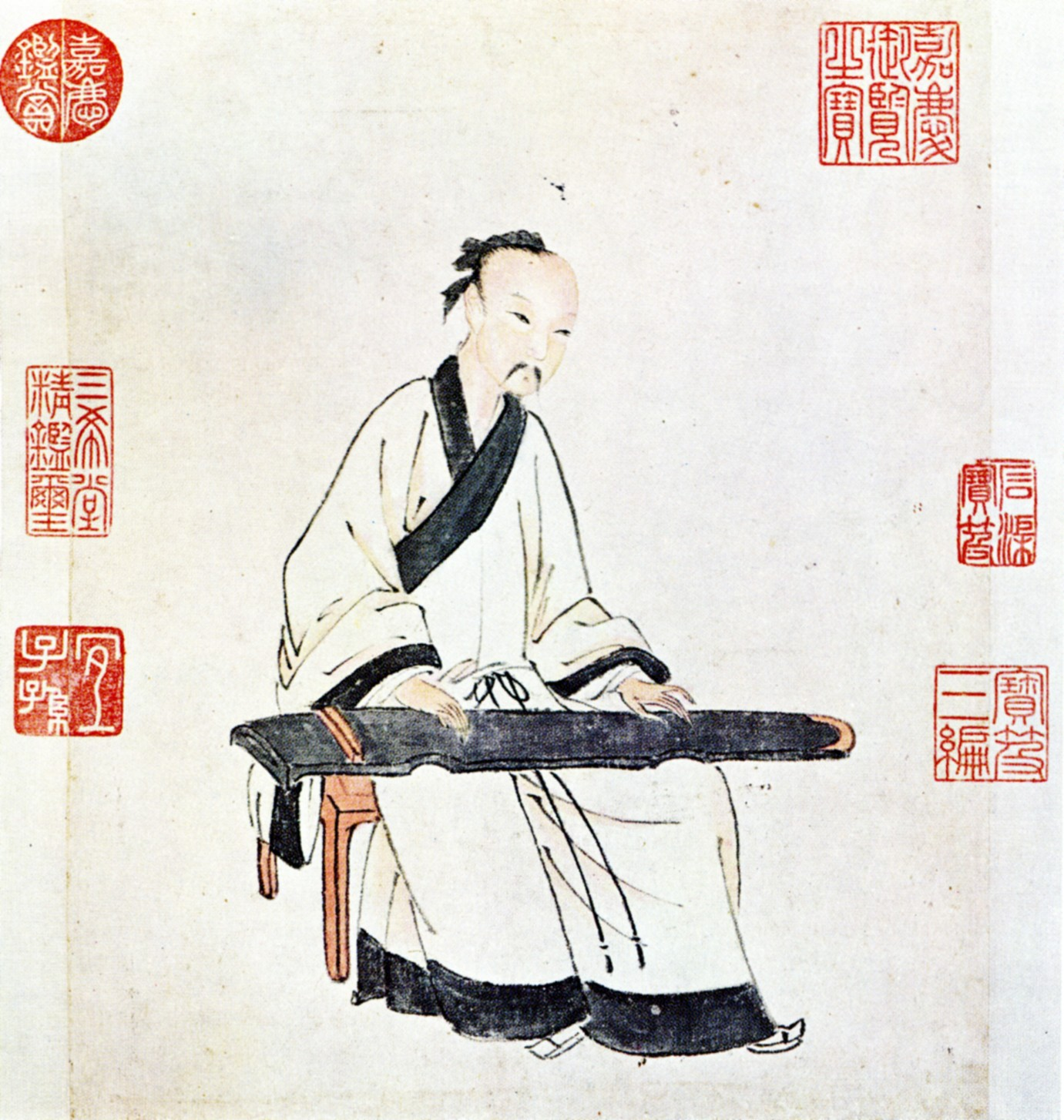
Retrat de Yang Jijing' tocant el llaüt

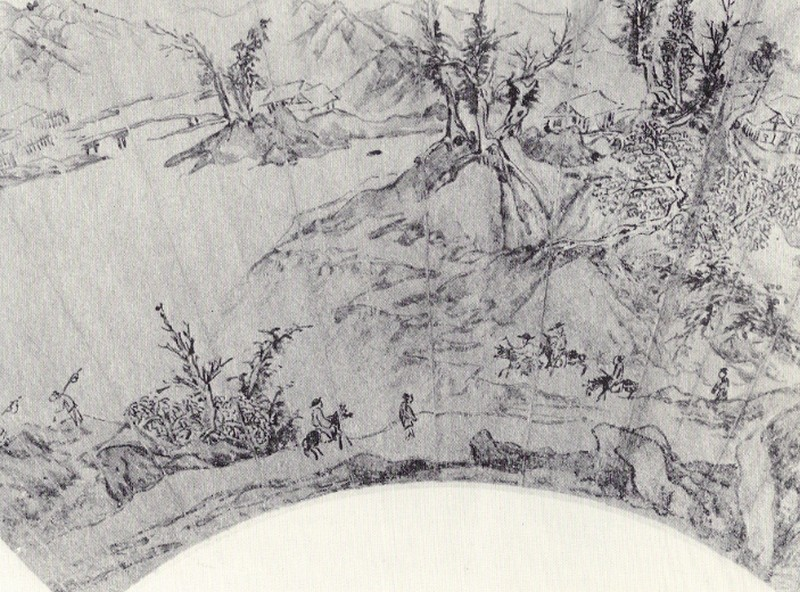
Paisatge (fragment)

Wen Boren (xinès: 文伯仁; pinyin: Wén Bórén), també com De Cheng, Wu Feng i Bao Sheng, fou un pintor i cal·lígraf que va viure sota la dinastia Ming. Va néixer a Changzhou, actualment Wuxian, província de Jiangsu vers l'any 1502 i va morir el 1575 (?). També s'ha indicat com a lloc de naixement Suzhou. Per la seva família estava immers en un ambient de lletrats. Era nebot de Wen Zheming i cosí de Wen Jia. Va residir a Pequín, Nanjing i Songjiang.
El seu oncle el va iniciar en el món de la pintura. Wen va ser notable com a paisatgista i pintor de gent. Es va inspirar en l'estil de Zhao Mengfu and Wang Meng. Més que per la seva originalitat, va destacar per la seva composició i tècnica. Entre les seves obres destaquen: “Taoïsta encenent incens”, “La Muntanya dels Immortals”, “Vista de muntanya a la tardor” i, sobretot, “Les quatre estacions”. Hi ha pintures de Wen Boren a l'Art Institute of Chicago, al Museu d'Art de Cleveland, al Metropolitan Museum of Art de Nova York, al Museu del Palau de Pequín, al Museu Nacional del Palau de Taipei, al Museu de Tòquio, al Museu de Xangai i al Nationalmuseum d'Estocolm.